# 中华人民共和国公路分类
中国大陆公路按在路网中的地位重要性和管理养护出资主体，分为国道、省道、县道、乡道、村道，以及专用公路。一般把国道和省道称为国省干线，由地方公路部门（各地的公路事业发展中心一般是省直属垂直管理）负责管养；县道、乡道、村道统称为农村公路，由县级以下公路部门负责管养。国省道的技术等级原则上不低于二级公路，路段的新建和改扩建项目一般由地级行政区的公路事业发展中心作为项目法人，资本金以中央、省、地级行政区三级财政出资为主（国税的车购税、燃油税等，省、市专项配套经费等）。农村公路项目一般由县级财政负责，上级政府按标准给予一定补助。

## 国道

国道

国道是指具有全国政治、经济意义并由交通部规划的公路干线。国道按技术等级分为国家高速公路与普通国道两个系统。编号以G开头。

## 省道

省道

省道是指具有全省级行政区政治、经济意义并由省、自治区、直辖市公路主管部门负责修建、养护和管理的公路干线。分为省高速公路与普通省道两个系统。编号以S开头。

## 县道

县道

县道是指具有全县（县级市、区、旗）政治、经济意义，连接县城和县内主要乡镇、主要商品生产和集散地的公路，以及不属于国道、省道的县际间公路；县道由县、市公路主管部门负责修建、养护和管理。编号以X开头。

## 乡道
乡道（即乡镇道路）是指根据国家规定的标准和公路规划确定的，连接城市、乡镇、村屯间的，不属于国道、省道、县道的公路。乡道由属地的乡镇政府负责规划、建设和养护。编号以Y开头。县级交通主管部门和公路管理机构负责乡道工作的指导和监督。一般禁止在乡道上设卡收费。乡道的规划要报县级人民政府批准，并报地级行政区交通主管部门备案。县级交通主管部门和公路管理机构负责乡道建设的（市场资质与工程质量的）监督管理与技术指导。新建、改建乡道的技术等级一般不得低于四级公路标准。

## 村道
村道是指经县交通主管部门认定的连接乡道与建制村或建制村与建制村的硬化公路及通行政村砂石路。按照《中华人民共和国公路法》所指公路为国道、省道、县道和乡道，不包括村道。但2011年国务院颁布实施的《公路安全保护条例》第七十五条“村道的管理和养护工作，由乡级人民政府参照本条例的规定执行。”编号以C开头。
中华人民共和国交通部2006年1月26日第2次部务会议通过《农村公路建设管理办法》的第二条第二款规定“本办法所称农村公路，包括县道、乡道和村道。”国家计委、交通部《县际及农村公路改造工程管理办法》（计基础[2003]410号）第二条第三款规定“农村公路一般是指通乡(镇)、通行政村的公路。通乡(镇)公路是指县城通达乡(镇)、以及连接乡(镇)与乡(镇)之间的公路。通行政村公路是指由乡(镇)通达行政村的公路。”

## 专用公路
专用公路是指专为或者主要为企业或者单位提供运输服务的道路，由该企业或者单位建设、养护、管理，也可委托当地公路部门修建、养护和管理。编号以Z开头。常见的专用单位包括厂矿、林区、农场、渔场、油田、旅游区、军事要地等。专用公路规划由专用公路的主管单位编制，经其上级主管部门审定后，报县级以上人民政府交通主管部门审核。国家鼓励专用公路用于社会公共运输，由其主管单位申请，或由有关方面申请并经专用公路的主管单位同意，再经省、自治区、直辖市人民政府交通主管部门批准，可以改为省道、县道或者乡道。